# 徐志摩

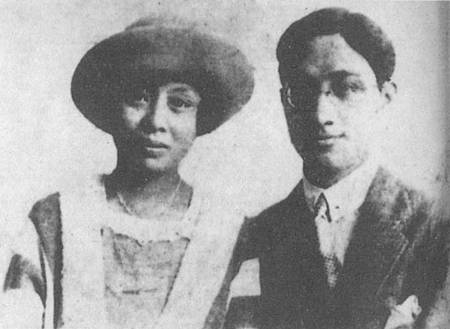
徐志摩與張幼儀

徐志摩（1897年1月15日—1931年11月19日），譜名章垿，初字槱森，出國後改字志摩，小字又申，笔名南湖、云中鹤等，浙江海寧人，中國新月派現代詩人，散文家。徐志摩倡導新詩格律，對中國新詩貢獻良多。

## 生平
1897年1月15日出生於浙江海宁硤石鎮，徐氏系出海鹽縣，明代正德年間遷居硤石。他的父亲徐申如，候選中書科中書，和張謇一同興辦實業，以營商為業。三歲入家塾讀書。1907年，徐志摩入硤石開智學堂就讀。1910年春，畢業後，入杭州府中學，與郁达夫、厉麟似同班。辛亥革命後，杭府中學停辦。次年春，復校，後在校刊『友聲』兩次發表文章。1915年夏，於杭州一中畢業後，考入北京大學預科，寓居北京蔣百里處。10月，回鄉與張幼儀結婚，由湯壽潛證婚。後轉入上海浸信會學院。1916年春，肄業，秋，入天津國立北洋大學預科。1917年秋，北洋大學法科並入北京大學，遂入北大就讀。
1918年，長子出生。6月，拜梁啟超為師。8月，赴美留學，於船結識汪精衛。至美，入位於麻省伍斯特的克拉克大學社會系，學習社會學與史學，與董任堅、張道宏、李濟同居。應父親的希望學習財政、銀行學，希望可以成為中國的漢密爾頓。12月，和李濟、周延鼎、向哲濬赴波士頓，又遊哈佛，聽王正廷演講，結識吳宓、梅光迪、趙元任等人。1919年6月，畢業。9月，入紐約哥倫比亞大學政治學系，與劉叔和同住。
1920年9月，畢業後放棄在哥大繼續攻讀博士，赴英國想要跟隨羅素學習而未果，其間結識威爾斯，與之交往最密。秋，與陳西瀅相識，冬，夫人張幼儀偕子抵倫敦。1921年，在剑桥大学附近的鄉下居住，自此開始寫詩。期間，結識狄更生，林長民。狄更生給了徐志摩一個特別生的資格，正式在劍橋大學國王學院學習；同時遇到林徽因，并产生爱慕之情。秋，送張幼儀赴德求學。1922年2月，張幼儀在柏林產下次子徐德生。3月，由吳經熊、金岳霖作證，與張幼儀離婚。7月，結識凱瑟琳·曼斯菲爾德，論及俄國文學。10月，返國，遊普陀、南京。
1923年3月，參與發起新月社，相繼發表新詩與譯文。後四處遊歷，結識任鴻雋、陳衡哲、朱經農、瞿秋白、郭沫若等人。1924年，與陸小曼相識，此時徐志摩在松坡圖書館工作。4月至5月，泰戈爾訪華，陪同在各地訪問；5月至7月，陪同到日本、香港訪問。8月，第一本詩集《志摩的詩》出版。12月，《現代評論》週刊在北京創刊，為主要撰稿人。

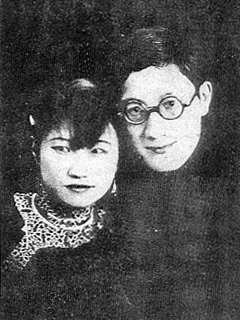
徐志摩與第二任妻子陸小曼

1925年2月，與有夫之婦陸小曼戀愛，為了逃避，3月至7月前往蘇聯、德國、意大利、法國、英國遊歷，寫作《歐遊漫錄》，跟陸小曼仍然無法斷絕聯繫，回國，寫作《愛眉小札》，10月，陸小曼離婚。10月，徐志摩主編《晨報副镌》。1926年8月14日，他與陸小曼訂婚，應徐父的要求，請梁啓超證婚。10月3日，與陸小曼結婚。兩人都熱愛藝術文學，記載兩人戀情的《愛眉小札》、《眉軒瑣語》與《小曼日記》，內容十分動人。
1927年春，參與籌辦新月書店，結識儲安平。6月，光華大學草創，在光華任課，兼任東吳大學法學院英文教授。9月，第二本詩集《翡冷翠的一夜》由新月書店出版。1928年2月，兼任上海大夏大學教授。10日，與聞一多、饒孟侃、葉公超等創辦《新月》月刊。5月，濟南慘案發生，憂心國事。1928年秋，與王文伯赴美、歐、印等地旅遊。11月，代表作《再別康橋》問世。
1929年，辭去東吳大學、大夏大學教職。9月，任國立中央大學文學院英語文學教授。同年，兼中華書局、大東書局編輯、中英文化基金會委員。1930年秋後，辭中大課，應胡適邀請到北大幫助處理校務。1931年1月，與陳夢家、方瑋德等創辦《詩刊》季刊。2月，在北京大學英文系和北平女子大學任課。母喪，返鄉。6月，正式辭去光華教職。8月，詩集《猛虎集》出版，聞一多為其做封面。
1931年11月19日，因林徽因要在北平協和禮堂為外國使節演講「中國建築藝術」，徐志摩欲前去捧場，於早上八時搭乘中國航空公司“郵政號”司汀逊式九缸七座飛機由南京北上，然而飛機在大霧中誤觸濟南開山墜落，徐志摩罹難。
徐志摩殞後，《新月》月刊第四卷第一期定為志摩紀念號。

## 軼事
- 徐志摩在当时被认為是一个文坛富翁，他是大学教授中，唯一拥有私家汽车的人[4]。
- 1923年，梁啟超寫了長信很懇切地勸他：「萬不可以他人之痛苦，易自己之快樂。弟之此舉其於弟將來之快樂能得與否，始茫如捕風，然先已予多數人以無量之苦痛。」「戀愛神聖為今之少年所樂道。……茲事蓋可遇而不可求。……況多情多感之人，其幻象起落鶻突，而得滿足得寧帖也極難。所夢想之神聖境界恐不可得，徒以煩惱終其身已耳。」任公又說：「嗚呼！志摩！天下豈有圓滿之宇宙？……當知吾儕以不求圓滿為生活態度，斯可以領略生活的妙味矣。……若沉迷於不可必得之夢境，挫折數次，生氣盡矣。鬱邑佗傺以死，死為無名。死猶可也，最可畏者，不死不生而墮落至不復能自拔。嗚呼！志摩！可無懼耶！可無懼耶！」
  - 志摩答覆任公的信，不承認他是把他人的苦痛來換自己的快樂。他回信說：「我之甘冒世之不韙，竭全力以鬥者，非特求免凶慘之苦痛，實求良心之安頓，求人格之確立，求靈魂之救度耳。人誰不求庸德？人誰不安現成？人誰不畏艱險？然且有突圍而出者，夫豈得已而然哉？我將於茫茫人海之中訪我唯一靈魂之伴侶。得之，我幸；不得，我命。如此而已。」「嗟夫吾師！我嘗奮我靈魂之精髓，以凝成一理想之明珠，涵之以熱滿之心血，明照我深奧之靈府。而庸俗忌之嫉之，輒欲麻木其靈魂，搗碎其理想，殺滅其希望，污毀其純潔！我之不流入墮落，流入庸懦，流入卑污，其幾亦微矣！」
- 徐志摩留學後回到北平，常與朋友王賡相聚。王賡的妻子陸小曼，對徐志摩影響甚大。陸小曼聰慧活潑，是獨生女，父親陸定曾是日本名相伊藤博文的得意門生，回國後任賦稅司。徐志摩和陸小曼在北平交際場相識相愛，並談及婚嫁。徐父執意請梁啟超證婚，徐志摩求助於胡適，胡適果然把梁任公請了出來，梁任公在大庭廣眾之下罵徐志摩：「徐志摩，你這個人性情浮躁，所以在學問方面沒有成就，你這個人用情不專，以致離婚再娶……以後務要痛改前非，重作新人。」。並以「希望這是你們最後一次結婚」這驚世駭俗的語句作為對兩人的期望。盛典舉罷，徐志摩與陸小曼南下定居上海。
- 由於徐志摩離棄原配和兒子、再娶友人之妻，觸怒了父親，中斷了對他的經濟援助，而陸小曼生活揮霍無度，住的是3層樓的豪華住所，每月100銀洋的租金，家裡傭人眾多，有司機、廚師、男僕，還有貼身丫鬟，這些巨額花費使徐志摩入不敷支。應胡適的邀請，徐志摩兼教於北京大學，為了貼補家用，常在上海、南京、北平間往返，同時在光華大學、東吳大學法學院、大夏大學三所大學講課，課餘還得趕寫詩文，以賺取稿費。沉溺於跳舞、打牌、票戲等夜生活的陸小曼每天天亮才上床，睡到下午兩點才起身。
- 徐志摩早年日记中包含他曾极力追求林徽因之事宜，以及被拒绝的失恋心情。后来二人各自婚嫁，徐志摩曾承诺将这部分日记交给林徽因以免引发不必要的风波。因徐志摩后妻陆小曼曾偷看并烧毁徐志摩的雪池日记，徐志摩此后不敢把日记放在家中，于是将装日记的八宝箱暂时寄存在陈西滢凌叔华处。在此期间徐志摩曾拿回日记但最终还是因为要去欧洲携带不便留在了凌叔华家。徐志摩生前透露过他发现八宝箱在凌叔华家有被人私开的痕迹，丢失了一些东西。1931年徐志摩意外去世后，林徽因希望履行徐志摩生前承诺拿回与自己相关的部分日记，陆小曼则以遗孀的身份要求取得徐志摩全部日记。凌叔华却扣住了徐志摩日记想要自己出版，经胡适几番交涉甚至斥责，凌叔华交出了部分徐志摩日记，但始终不全，其中部分日记更是被凌叔华私自截去，最终竟不了了之。此事成为文坛著名公案，多位文人卷入其中互相指责。多年过后凌叔华再次反口，称1928年6月徐志摩去欧洲，10月因自己搬家去武昌而将日记“交与之琳”还给了徐志摩，然而1928年10月卞之琳还在上海私立浦东中学念高中，直到1929年夏天，他才考入北京大学英文系。1931年年初徐志摩到北大教英诗及翻译课时二人才相识。徐志摩的学生赵家璧曾写信问过卞之琳，据卞之琳的回信说：“凌叔华致胡适信，说曾把徐‘文字因缘箱’交与我，是她记错了，我从未闻此事，不知她究竟交给了谁”。澄清了凌叔华的谎言。[來源請求]
- 網傳徐志摩作品《阿詩瑪》為「魚的記憶只有7秒」的來源所在，但徐志摩的詩集和散文集中都沒有關於「魚的記憶只有7秒」的描述，且該詩與近代新月派風格迥異。

## 主要作品
- 詩集
  - 《志摩的诗》
  - 《猛虎集》（收录《再別康橋》）
  - 《翡冷翠的夜》
  - 《雲遊》
- 方言詩：《一条金色的光痕》（1924[5]）由詩人以母語海寧話写成，[6]至21世紀甚少人能以海寧話讀。[7][8]
- 散文集：《落葉》、《巴黎的鱗爪》、《自剖》、《秋》。
- 小說散文集：《輪盤》。
- 另有戲劇《卞昆岡》（與陸小曼合寫），《愛眉小札》（寫給陸小曼的日記）、《志摩日記》，譯著《曼殊斐爾小說集》等。

## 文學風格

### 新詩
徐志摩新詩主要描寫個人的感情，想象豐富，比喻生動，重視意境的創造，講究語言的音樂美，濃艷華美而嫵媚，具有一種溫柔清新的風格。他受西方世紀末唯美主義、印象主義思潮較多浸染，因而有些詩寫得晦澀、神秘，情緒感傷，語言過於雕琢，詩作呈現比較複雜的面貌。他的新詩受英美詩歌影響，著重格律的建設，西方詩人中，學習雪萊和哈代；出色作品有《再別康橋》、《偶然》、《沙揚娜拉一首》等。
徐志摩做的散文：
徐志摩散文想象靈奇，富有詩意，善於言情，坦率任真，詞采絢爛，喜繪自然，多用反複、排比的修辭手法，多受歐美文藝影響，有時則渲染太過，結尾往往較為平淡。

## 評價
胡適：他的人生觀真是一種“單純信仰”，這裡面只有4個大字，一個是愛，一個是自由，一個是美。他夢想這三個理想的條件能夠會合在一個人生裡，這就是他的“單純信仰”。他一生的歷史，只是他追求這個單純信仰實現的歷史。
徐志摩：我是一个不可教训的个人主义者。（《列宁忌日——谈革命》1926）我是个好动的人。……我处境是向来顺的，现在，如其有不同，只是更顺了的。…… 爱和平是我的生性。（《自剖）1928）

## 衍生作品
- 《偶然》在電影《秋霞》中被选为主題曲的歌詞，由陳秋霞主唱。
- 《再別康橋》後來成為《金韻獎第一集》中收錄改編的同名歌曲，由李達濤作曲、范廣惠（本名范廣慧）演唱。
- 1999年電視劇《人間四月天》，描述徐志摩一生的爱情故事。
- 2001年电视剧《情深深雨濛濛》中引用《偶然》的词，被重新谱曲后作为插曲，由赵薇演唱。
- 《再別康橋》也被改编成S.H.E的一首流行歌，作词文雅，作曲李泉，收录于2007年的《Play》专辑。
- 《再別康橋》由西樓作曲，林宥嘉翻唱為歌曲，於2008年收錄於《神秘嘉賓》專輯。
- 《偶然》由中國樂團Dish主唱。
- 《偶然．徐志摩》舞臺劇，馬浚偉任編、導、監，並兼飾徐志摩，陸小曼由萬綺雯（2016年[10]）和胡定欣（2018年重演[11]）飾演。

## 畫像
- 徐志摩 / 江啟明 (Kong Kai Ming)  （页面存档备份，存于）  Portrait Gallery of Chinese Writers (Hong Kong Baptist University Library 香港浸會大學圖書館)

## 外部連結
- 再回首徐志摩文學網_志摩人生 （简体中文）
- 徐志摩詩文網 （简体中文）
- 中國詩歌庫 （简体中文）
- 徐志摩詩集 （繁體中文）

」